# Bogusław Skiba
Bogusław Skiba (ur. 16 listopada 1960 w Rzeszowie) – polski piłkarz, grał na pozycji obrońcy. Młodzieżowy reprezentant Polski.
W roku 1977 brał udział w Mistrzostwach Europy w Austrii. W 1978 wraz z reprezentacją do lat 18 zajął trzecie miejsce w nieoficjalnych Mistrzostwach Europy U-18 1978. Rok później w 1979 na młodzieżowych Mistrzostwach Świata w Japonii wraz z drużyną zajął 4. miejsce. Swoją karierę zaczynał w Stali Rzeszów, później przeszedł do mieleckiej Stali, gdzie w sezonie 1978/79 zdobył brązowy medal mistrzostw Polski. W sezonie 1981/82 ponownie zajął 3. miejsce w Polsce. Po poważnej kontuzji wyjechał do niemieckiej drużyny Viktoria Aschaffenburg, z którą awansował do II ligi.